# Leichtathletik-Länderkampf der Männer 1956 Tschechoslowakei – BR Deutschland
| 13. Leichtathletik-Länderkampf mit bundesdeutscher Beteiligung 1956 | 13. Leichtathletik-Länderkampf mit bundesdeutscher Beteiligung 1956 |               |
| ------------------------------------------------------------------- | ------------------------------------------------------------------- | ------------- |
|                                                                     |                                                                     |               |
| Ländervergleich der Männer: Tschechoslowakei – BR Deutschland       |                                                                     |               |
| Austragungsort                                                      | Prag                                                                |               |
| Wettbewerbe                                                         | 20                                                                  |               |
| Datum                                                               | 20./21. Oktober                                                     |               |
| 1. FRG 2. CSK                                                       | 110 P 102 P                                                         |               |
| Chronik                                                             |                                                                     |               |
| ← FRG-SWE (M)                                                       | ITA-FRG (F) →                                                       | ITA-FRG (F) → |

Der dreizehnte Vergleich des Länderkampfjahres 1956 führte die die deutschen Männer in die tschechoslowakische Hauptstadt Prag. Dort traten sie am 20./21. Oktober wie auch die Frauen am 7. Oktober in Köln nun gegen die Tschechoslowakei an. Zwei Aufeinandertreffen hatte es vorher gegeben, die Deutschland beide für sich entschieden hatte.

## Wettbewerbe und Modus
Mit zwanzig Disziplinen gab es an zwei Tagen ein komplettes Länderkampfprogramm. Aus dem olympischen Wettbewerbskatalog fehlten nur der Marathonlauf, die beiden Gehdisziplinen und der Zehnkampf. In den Einzeldisziplinen wurde nach dem Standardsystem gewertet, in den Staffeln gab es fünf zu zwei Punkte.

## Ergebnis
Im Laufbereich gab es vier Disziplinsiege für die Tschechoslowakei, einen davon mit einem Doppelerfolg. Dagegen standen acht Siege der bundesdeutschen Athleten bei vier Doppelerfolgen. Von den vier Wettbewerben im Bereich Sprung gingen zwei an die Bundesrepublik Deutschland und zwei an die Tschechoslowakei, wobei die tschechoslowakischen Sportler einen Doppelerfolg erzielten. Die bundesdeutschen Teilnehmer blieben hier ohne Doppelerfolg. Die Disziplinen im Bereich Wurf/Stoß gingen überwiegend an die Tschechoslowakei, die drei Wertungen mit zwei Doppelerfolgen für sich entschieden. Einzig der Speerwurf ging hier mit einem Doppelerfolg an die Bundesrepublik. So kamen die bundesdeutschen Leichtathleten am Ende zu einem Sieg, der mit 110 zu 102 Punkten allerdings knapp ausfiel.

## Resultate

### 100 m
| Platz | Athlet         | Land | Zeit (s) |
| ----- | -------------- | ---- | -------- |
| 1     | Leonhard Pohl  | FRG  | 10,7     |
| 2     | Manfred Germar | FRG  | 10,8     |
| 3     | Václav Janeček | CSK  | 10,8     |
| 4     | Marián Gáborík | CSK  | 11,0     |

Datum: 20. Oktober

### 200 m
| Platz | Athlet              | Land | Zeit (s) |
| ----- | ------------------- | ---- | -------- |
| 1     | Vilém Mandlík       | CSK  | 21,3     |
| 2     | Karl-Friedrich Haas | FRG  | 21,4     |
| 3     | Leonhard Pohl       | FRG  | 21,6     |
| 4     | Václav Janeček      | CSK  | 21,7     |

Datum: 21. Oktober

### 400 m
| Platz | Athlet              | Land | Zeit (s) |
| ----- | ------------------- | ---- | -------- |
| 1     | Karl-Friedrich Haas | FRG  | 46,6     |
| 2     | Josef Trousil       | CSK  | 46,6     |
| 3     | Jürgen Kühl         | FRG  | 47,4     |
| 4     | Jaroslav Jirásek    | CSK  | 47,7     |

Datum: 20. Oktober

### 800 m
| Platz | Athlet          | Land | Zeit (min) |
| ----- | --------------- | ---- | ---------- |
| 1     | Friedel Stracke | FRG  | 1:51,7     |
| 2     | Paul Schmidt    | FRG  | 1:51,7     |
| 3     | Ludvík Liška    | CSK  | 1:52,3     |
| 4     | Jan Gala        | CSK  | 1:52,4     |

Datum: 21. Oktober

### 1500 m
| Platz | Athlet              | Land | Zeit (min) |
| ----- | ------------------- | ---- | ---------- |
| 1     | Stanislav Jungwirth | CSK  | 3:42,4     |
| 2     | Günter Dohrow       | FRG  | 3:42,8     |
| 3     | Alexander Zvolensky | CSK  | 3:46,8     |
| 4     | Rolf Lamers         | FRG  | 3:50,6     |

Datum: 20. Oktober

### 5000 m
| Platz | Athlet         | Land | Zeit (min) |
| ----- | -------------- | ---- | ---------- |
| 1     | Dušan Čikel    | CSK  | 14:09,4    |
| 2     | Miroslav Graf  | CSK  | 14:11,2    |
| 3     | Herbert Schade | FRG  | 14:12,8    |
| 4     | Heinz Laufer   | FRG  | 14:33,2    |

Datum: 20. Oktober

### 10.000 m
| Platz | Athlet         | Land | Zeit (min) |
| ----- | -------------- | ---- | ---------- |
| 1     | Herbert Schade | FRG  | 29:38,8    |
| 2     | Walter Konrad  | FRG  | 29:38,8    |
| 3     | Miloš Tomis    | CSK  | 30:25,4    |
| 4     | Václav Rudolf  | CSK  | 30:46,2    |

Datum: 21. Oktober

### 110 m Hürden
| Platz | Athlet             | Land | Zeit (s) |
| ----- | ------------------ | ---- | -------- |
| 1     | Bert Steines       | FRG  | 14,5     |
| 2     | Ivan Veselský      | CSK  | 14,5     |
| 3     | Herbert Stürmer    | FRG  | 14,9     |
| 4     | Václav Bečvařovský | CSK  | 15,2     |

Datum: 20. Oktober

### 400 m Hürden
| Platz | Athlet             | Land | Zeit (s) |
| ----- | ------------------ | ---- | -------- |
| 1     | Helmut Janz        | FRG  | 51,9     |
| 2     | Kurt Bonah         | FRG  | 52,8     |
| 3     | Miroslav Borsuk    | CSK  | 53,0     |
| 4     | Kvet Springinsfeld | CSK  | 54,5     |

Datum: 21. Oktober

### 3000 m Hindernis
| Platz | Athlet             | Land | Zeit (min) |
| ----- | ------------------ | ---- | ---------- |
| 1     | Vlastimil Brlica   | CSK  | 8:48,8     |
| 2     | Heinz Laufer       | FRG  | 8:48,8     |
| 3     | Ludvic Veselý      | CSK  | 8:58,2     |
| 4     | Guido Blankenhagen | FRG  | 9:05,4     |

Datum: 21. Oktober

### 4 × 100 m Staffel
| Platz | Besetzung        | Land                                                       | Zeit (s) |
| ----- | ---------------- | ---------------------------------------------------------- | -------- |
| 1     | FRG              | Lothar Knörzer Leonhard Pohl Heinz Fütterer Manfred Germar | 40,7     |
| 2     | Tschechoslowakei | Kynos Šimánek Marián Gáborík Šimeček                       | 41,5     |

Datum: 20. Oktober

### 4 × 400 m Staffel
| Platz | Besetzung        | Land                                                             | Zeit (min) |
| ----- | ---------------- | ---------------------------------------------------------------- | ---------- |
| 1     | FRG              | Walter Oberste Manfred Poerschke Jürgen Kühl Karl-Friedrich Haas | 3:07,5     |
| 2     | Tschechoslowakei | Václav Janeček Jaroslav Jirásek Vilém Mandlík Josef Trousil      | 3:08,9     |

Datum: 21. Oktober

### Hochsprung
| Platz | Athlet          | Land | Höhe (m) |
| ----- | --------------- | ---- | -------- |
| 1     | Theo Püll       | FRG  | 1,98     |
| 2     | Jiří Lanský     | CSK  | 1,94     |
| 3     | Jaroslav Krybus | CSK  | 1,90     |
| 4     | Werner Bähr     | FRG  | 1,85     |

Datum: 20. Oktober

### Stabhochsprung
| Platz | Athlet         | Land | Höhe (m) |
| ----- | -------------- | ---- | -------- |
| 1     | Jiří Krejcar   | CSK  | 4,30     |
| 2     | Horst Drumm    | FRG  | 4,00     |
| 3     | Willi Reißmann | FRG  | 3,80     |
| 4     | Josef Dvořák   | CSK  | 3,70     |

Datum: 21. Oktober

### Weitsprung
| Platz | Athlet             | Land | Weite (m) |
| ----- | ------------------ | ---- | --------- |
| 1     | Manfred Molzberger | FRG  | 7,46      |
| 2     | Zdeněk Procházka   | CSK  | 7,37      |
| 3     | Stefan Molnár      | CSK  | 7,31      |
| 4     | Ronald Krüger      | FRG  | 7,23      |

Datum: 21. Oktober

### Dreisprung
| Platz | Athlet            | Land | Weite (m) |
| ----- | ----------------- | ---- | --------- |
| 1     | Martin Řehák      | CSK  | 15,15     |
| 2     | Jiří Mráček       | CSK  | 14,79     |
| 3     | Hermann Höhnke    | FRG  | 14,63     |
| 4     | Gerhard Renneberg | FRG  | 14,10     |

Datum: 20. Oktober

### Kugelstoßen
| Platz | Athlet             | Land | Weite (m) |
| ----- | ------------------ | ---- | --------- |
| 1     | Jiří Skobla        | CSK  | 17,46     |
| 2     | Karl-Heinz Wegmann | FRG  | 17,12     |
| 3     | Jaroslav Plíhal    | CSK  | 16,71     |
| 4     | Dietrich Urbach    | FRG  | 16,05     |

Datum: 21. Oktober

### Diskuswurf
| Platz | Athlet          | Land | Weite (m) |
| ----- | --------------- | ---- | --------- |
| 1     | Karel Merta     | CSK  | 53,33     |
| 2     | Géjza Valent    | CSK  | 51,59     |
| 3     | Martin Bührle   | FRG  | 48,93     |
| 4     | Dietrich Urbach | FRG  | 45,15     |

Datum: 20. Oktober

### Hammerwurf
| Platz | Athlet        | Land | Weite (m) |
| ----- | ------------- | ---- | --------- |
| 1     | Miloš Máca    | CSK  | 58,79     |
| 2     | Josef Málek   | CSK  | 56,69     |
| 3     | Karl Storch   | FRG  | 56,06     |
| 4     | Hugo Ziermann | FRG  | 55,24     |

Datum: 20. Oktober

### Speerwurf
| Platz | Athlet         | Land | Weite (m) |
| ----- | -------------- | ---- | --------- |
| 1     | Heinrich Will  | FRG  | 76,43     |
| 2     | Hermann Rieder | FRG  | 72,44     |
| 3     | Poruba         | CSK  | 69,57     |
| 4     | Miloš Kopřiva  | CSK  | 66,32     |

Datum: 21. Oktober